# Juan Román Riquelme
Juan Román Riquelme (ur. 24 czerwca 1978 w San Fernando) – argentyński piłkarz występujący na pozycji środkowego pomocnika.
Przez wielu uważany za ostatniego klasycznego rozgrywającego.
W 2008 roku został wybrany przez kibiców najlepszym piłkarzem w historii CA Boca Juniors.

## Kariera piłkarska
Juan Roman Riquelme jest wychowankiem Argentinos Juniors. Swoją zawodową karierę zaczynał w 1996 roku w drużynie Boca Juniors, którego barwy po raz pierwszy przywdział 10 listopada 1996 roku w spotkaniu przeciwko Union de Santa Fe. Podczas pierwszych dwóch latach w klubie, piłkarz, balansował między pierwszym zespołem a drugim. Sytuacja uległa stabilizacji w czerwcu 1998 roku, kiedy na trenera pierwszego zespołu został wybrany Carlos Bianchi. Jedną z pierwszych decyzji nowego zwierzchnika była zmiana ustawienia drużyny na formację 1-4-3-1-2, w której Riquelme zajmuje pozycję rozgrywającego (enganche), operującego między linią ataku i linią pomocy. Zmiana ta przyniosła natychmiastowy efekt, a Xeneizes odzyskali tytuł, po ośmiu latach przerwy, nie przegrywając przy tym ani jednego spotkania. Łączna seria spotkań bez porażki wyniosłą czterdzieści meczów, a po drodze zdobył jeszcze jeden tytuł Clausura 1999.
Punktem zwrotnym w karierze Riquelme był rok 2000. Zdobył wtedy z drużyną Copa Libertadores (po pokonaniu Palmeiras) oraz Puchar Interkontynentalny, będąc kluczowym ogniwem zespołu. W ćwierćfinałowym spotkaniu Copa Libertadores, przeciwko lokalnemu rywalowi – River Plate – Riquelme popisuję się efektownym zwodem, zakładając obrońcy, Mario Yepesowi siatkę piętą. W finale Pucharu Interkontynentalnego, Boca pokonuję Real Madryt, a piłkarz notuje efektowną asystę przy bramce Martina Palermo, podając prostopadle na odległość 40 metrów. W nagrodę za to, uznano go najlepszym piłkarzem 2001 roku spośród grających w Ameryce Południowej. W tym samym roku po raz drugi zdobywa tytuł Copa Libertadores. Pucharu Interkontynentalnego nie udaje się obronić, drużyna przegrała spotkanie z Bayernem Monachium (0-1).
W 2002 został kupiony przez FC Barcelonę, za kwotę 11 mln euro. W nowym klubie debiutuję w spotkaniu przeciwko Legii Warszawa, w którym zdobywa swojego premierowego gola. W drużynie z Katalonii nie spełnił stawianych przed nim oczekiwań i już rok później (po przyjściu do klubu Ronaldinho) wypożyczono go do Villarreal C.F. Wpływ na to miał konflikt z trenerem Luisem Van Gaalem, który ustawiał go w roli skrzydłowego, przez co nie mógł wszystkich swoich walorów. W drużynie Żółtej Łodzi Podwodnej przeżywa renesans formy i wraz z Urugwajczykiem Diego Forlanem prowadzą drużynę do największych sukcesów w jej historii. Drużyna prowadzona przez Chilijczyka Manuela Pellegriniego, zdobyła Puchar Intertoto oraz doszłą do półfinał Ligi Mistrzów w 2006 roku, w który przegrała z londyńskim Arsenalem. Sprawa awansu była w rękach Riquelme, który w 89 minucie rewanżowego spotkania, przestrzelił rzut karny. Sytuacja ta odcisnęła piętno na relacja zawodnika z klubem – Argentyńczyk zaczął być niesubordynowany i z coraz większym lekceważeniem odnosił się do trenera Pellegriniego. Sytuacja ta wymusiła jego powrót do Boca Juniors, w styczniu 2007 roku.
Z klubem z Buenos Aires po raz trzeci wywalczył Copa Libertadores, a jego gra nawiązywała do lat świetności. Jego druga przygoda z Xeneizes to kolejne puchary: dwukrotnie wygrał ligę (2008 oraz 2011), a także Copa Libertadores (2007), Recopa Sudamericana (2008) i Copa Argentina (2011/12). W 2012 roku, po porażce w finale Copa Libertadores, z brazylijskim Corinthians, Riquelme ogłosił zakończenie kariery piłkarskiej, mimo to rok później zdecydował się na powrót do sportu.
Ostatecznie, zawodnik zakończył karierę w styczniu 2015, w barwach macierzystej drużyny – Argentions Juniors.

## Kariera reprezentacyjna
W pierwszej reprezentacji Argentyny debiutował już w eliminacjach do Mistrzostw Świata 1998, 16 listopada 1997 w meczu z Kolumbią, dopiero za kadencji José Nestora Pekermana zaczął grać w kadrze regularnie i stał się kluczową postacią zespołu. Z trenerem Pekermanem, współpracował już wcześniej w młodzieżowych kadrach Albicelestes. Razem zdobyli Mistrzostwach Świata U-21 (1997) i młodzieżowe mistrzostwo Ameryki Południowej (1997).
Jego pierwszym turniejem reprezentacyjnym była Copa America 1999, ale nie odegrał wtedy znaczącej roli. Później, już jako kluczowy piłkarz reprezentacji, brał udział w Pucharze Konfederacji 2005 i Mistrzostwach Świata 2006. Drużyna Argentyny była jednym z faworytów niemieckiego czempionatu, potwierdzając swoje aspirację świetną grą w meczach grupowych, w których pokonała Wybrzeże Kości Słoniowej (2-1), Serbię i Czarnogórę (6-0) i zremisowała z Holandią (0-0). Riquelme został wybrany najlepszym piłkarzem spotkania z Serbią i Czarnogórą, w którym zaliczył 99% celnych podań. Po pokonaniu Meksyku w 1/8 finału (2-1), Argentyńczycy przegrali po rzutach karnych z gospodarzami turnieju – Niemcami. Za jedną z przyczyn porażki, uznano zdjęcie z boiska Riquelme, które zaburzyło rytm gry Albicelestes. 13 września 2006, pomocnik ogłosił zakończenie reprezentacyjnej kariery z powodu choroby matki, jednak po niecałym roku wrócił do kadry i znalazł się w składzie zespołu na Copa América 2007, gdzie wraz z kolegami zdobył srebrny medal.
W 2008 roku dodatkowo został włączony do reprezentacji U-23, prowadzonej przez Sergio Batistę na Igrzyska Olimpijskie w Pekinie, na których Argentyna zdobyła złoty medal, a on sam zdobył jednego gola, w półfinałowym spotkaniu przeciwko Brazylii.
Łącznie w drużynie narodowej rozegrał 54 spotkania i strzelił 18 goli.

## Po zakończeniu kariery
Od 19 grudnia 2019 pełni funkcję wiceprezesa klubu Boca Juniors.

## Styl gry
Argentyńczyk powszechnie uważany jest za jednego z najlepszych rozgrywających w historii futbolu. Dla wielu jest przedstawicielem, dawno wymarłego typu dziesiątki, bazującej na świetnym przeglądzie pola, doskonałym panowaniu nad piłką oraz umiejętności gry na małej przestrzeni. Krytycy wytykali jego ślamazarne ruchu, słabe przygotowanie kondycyjne i brak zaangażowania w grze obronnej zespołu, przez co nie znalazł się w uznania w oczach trenera Marcelo Bielsy i nie pojechał Mistrzostwa Świata 2002.
Charakterystycznym zagraniem piłkarza była tzw. La Pausa,, czyli celowe spowolnienie gry, pozwalające na osiągnięcie idealnej pozycji koledze z drużyny.
- „Podanie Riquelme jest słodsze niż matczyny pocałunek”, Roy Hudson
- „Riquelme bardziej niż graczem stał się symbolem sporu ideologicznego”, Jonathan Wilson
- „Zmysł piłkarski Riquelme pozwala zapamiętać dyscyplinę o nazwie futbol na wieki… to zawodnik z ery, gdy życie toczyło się wolnym tempem, kiedy wynosiliśmy krzesła na podwórko i graliśmy swobodnie z sąsiadami”, Jorge Valdano
- „Większość ludzi, gdy chce dotrzeć z punktu A do punktu B, wybiera sześciopasmową autostradę i chce osiągnąć cel najszybciej jak to możliwe. Większość, ale nie Riquelme. On wybrałby sześciogodzinną podróż krętą górską drogą, która jednak oferuje zapierające dech w piersiach widoki”, Jorge Valdano

## Statystyki

### Klubowe
| Klub      | Klub                | Klub             | Liga  | Liga | Puchar | Puchar | Międzynarodowe | Międzynarodowe | Razem | Razem |
| Sezon     | Klub                | Liga             | Mecze | Gole | Mecze  | Gole   | Mecze          | Gole           | Mecze | Gole  |
| Argentyna | Argentyna           | Argentyna        | Liga  | Liga | Puchar | Puchar | CONMEBOL       | CONMEBOL       | Razem | Razem |
| --------- | ------------------- | ---------------- | ----- | ---- | ------ | ------ | -------------- | -------------- | ----- | ----- |
| 1996-97   | Boca Juniors        | Primera División | 22    | 4    |        |        |                |                | 22    | 4     |
| 1997-98   | Boca Juniors        | Primera División | 19    | 0    |        |        | 2              | 0              | 21    | 0     |
| 1998–99   | Boca Juniors        | Primera División | 37    | 10   |        |        | 5              | 0              | 42    | 10    |
| 1999–2000 | Boca Juniors        | Primera División | 24    | 4    |        |        | 16             | 3              | 40    | 7     |
| 2000–01   | Boca Juniors        | Primera División | 27    | 10   |        |        | 14             | 3              | 41    | 13    |
| 2001–02   | Boca Juniors        | Primera División | 22    | 10   |        |        | 6              | 0              | 28    | 10    |
| Łącznie   | Łącznie             | Łącznie          | 151   | 38   |        |        | 43             | 6              | 194   | 44    |
| Hiszpania | Hiszpania           | Hiszpania        | Liga  | Liga | Puchar | Puchar | UEFA           | UEFA           | Razem | Razem |
| 2002–03   | FC Barcelona        | La Liga          | 30    | 3    | 1      | 1      | 11             | 2              | 42    | 6     |
| 2003–04   | Villarreal (wyp.)   | La Liga          | 33    | 8    | 3      | 1      | 12             | 4              | 48    | 13    |
| 2004–05   | Villarreal (wyp.)   | La Liga          | 35    | 15   | 0      | 0      | 11             | 2              | 46    | 17    |
| 2005–06   | Villarreal          | La Liga          | 25    | 12   | 1      | 0      | 12             | 2              | 38    | 14    |
| 2006–07   | Villarreal          | La Liga          | 13    | 1    | 0      | 0      | 0              | 0              | 13    | 1     |
| Razem     | Razem               | Razem            | 136   | 39   | 5      | 2      | 46             | 10             | 187   | 51    |
| Argentyna | Argentyna           | Argentyna        | Liga  | Liga | Puchar | Puchar | CONMEBOL       | CONMEBOL       | Razem | Razem |
| 2007      | Boca Juniors (wypł) | Primera División | 15    | 2    |        |        | 11             | 8              | 26    | 10    |
| 2007–08   | Boca Juniors        | Primera División | 10    | 1    |        |        | 10             | 4              | 20    | 5     |
| 2008–09   | Boca Juniors        | Primera División | 28    | 5    |        |        | 7              | 4              | 35    | 9     |
| 2009–10   | Boca Juniors        | Primera División | 24    | 3    |        |        | 2              | 0              | 26    | 3     |
| 2010–11   | Boca Juniors        | Primera División | 13    | 4    |        |        |                |                | 13    | 4     |
| 2011–12   | Boca Juniors        | Primera División | 21    | 4    | 2      | 1      | 9              | 3              | 32    | 8     |
| 2012–13   | Boca Juniors        | Primera División | 5     | 0    | 1      | 0      | 7              | 2              | 13    | 2     |
| 2013–14   | Boca Juniors        | Primera División | 22    | 7    | 0      | 0      | 0              | 0              | 22    | 7     |
| Razem     | Razem               | Razem            | 137   | 26   | 3      | 1      | 46             | 21             | 187   | 48    |
| Kraj      | Argentyna           | Argentyna        | 289   | 64   | 3      | 1      | 89             | 27             | 381   | 92    |
| Kraj      | Hiszpania           | Hiszpania        | 136   | 39   | 5      | 2      | 46             | 10             | 187   | 51    |
| Łącznie   | Łącznie             | Łącznie          | 425   | 103  | 8      | 3      | 135            | 37             | 568   | 143   |

### Reprezentacyjne
| Argentyna | Argentyna | Argentyna | Argentyna |
| Rok       | Mecze     | Gole      |           |
| --------- | --------- | --------- | --------- |
| 1997      | 1         | 0         |           |
| 1999      | 5         | 0         |           |
| 2002      | 1         | 0         |           |
| 2003      | 3         | 1         |           |
| 2004      | 6         | 1         |           |
| 2005      | 13        | 6         |           |
| 2006      | 8         | 0         |           |
| 2007      | 9         | 9         |           |
| 2008      | 5         | 0         |           |
| Razem     | 51        | 17        |           |

## Sukcesy

### Klubowe
Boca Juniors
- Primera División: 1998 Apertura, 1999 Clausura, 2000 Apertura, 2008 Apertura, 2011 Apertura
- Copa Argentina: 2011–12
- Copa Libertadores: 2000, 2001, 2007
- Puchar Interkontynentalny: 2000
- Recopa Sudamericana: 2008

Villarreal
- Puchar Intertoto: 2004

### Reprezentacyjne
Argentyna U-20
- FIFA Mistrzostwa Świata U-20: 1997

Argentyna U-21
- Turniej Toulon: 1998

Argentyna
- Igrzyska Olimpijskie: 2008
- FIFA Puchar Konfederacji: Wicemistrz 2005
- Copa América: Wicemistrz 2007

### Indywidualne
- Drużyna roku Ameryki Południowej: 1999, 2000, 2001, 2008, 2011
- Piłkarz roku w Argentynie: 2000, 2001, 2008, 2011
- Najbardziej wartościowy piłkarz Copa Libertadores: 2001, 2007
- Południowoamerykański Piłkarz Roku: 2001
- Obcokrajowiec roku w La Liga: 2004–05
- Srebrna piłka Pucharu Konfederacji: 2005
- Najlepszy asystent Mistrzostw Świata 2006